# 小行星3049
小行星3049（3049 Kuzbass）是一颗围绕太阳公转的小行星。1968年3月28日，塔瑪拉·斯米爾諾娃在克里米亚发现了此天体。
該小行星以位於西伯利亞克麥羅沃地區的煤礦庫茲涅茨盆地（Kuznets Basin）命名。
这颗小行星的绝对星等为168.5753632307205等。